# 穂史賀雅也
穂史賀雅也（ほしが まさや、10月12日 - ）は日本の小説家。ライトノベル作家。2006年、『暗闇にヤギをさがして』で第2回MF文庫Jライトノベル新人賞優秀賞を受賞、同年『暗闇にヤギを探して』と改題し、デビュー。

## 主な著作
暗闇にヤギを探してシリーズ（イラスト：シコルスキー、MF文庫J）
オウガにズームUP!シリーズ（イラスト：シコルスキー、MF文庫J）
- オウガにズームUP!（2008年10月）
- オウガにズームUP! 2（2009年03月）
- オウガにズームUP! 3（2009年08月）
- オウガにズームUP! 4（2009年12月）